# Цоллінг
Цоллінг (нім. Zolling) — громада в Німеччині, розташована в землі Баварія. Підпорядковується адміністративному округу Верхня Баварія. Входить до складу району Фрайзінг. Центр об'єднання громад Цоллінг.
Площа — 34,59 км2. Населення становить 4829 ос. (станом на 31 грудня 2020).